# Nicolas de Holstein-Rendsbourg
Nicolas de Holstein-Rendsbourg (également connu sous le nom de  Claus de Holstein) ; né en 1321 - 8 mai 1397 à Itzehoe) est comte titulaire de Schauenbourg. Conjointement avec son frère puis ses neveux, Nicolas est corégent de Holstein-Rendsburg de 1340 jusqu'à sa mort. En 1390, à la mort d'Adolphe IX de Holstein-Plön, Nicolas et ses neveux héritent également du Holstein-Kiel inclus dans Holstein-Plön depuis la réversion de 1350. Ainsi à l'exception du Holstein-Pinneberg, Nicolas et ses neveux réunifient la totalité du comté de Holstein. Il est également corégent titulaire du duché de Schleswig de 1375 à 1386.

## Famille
Second fils du comte Gérard III de Holstein-Rendsburg et de son épouse, Sophie de Werle, Nicolas est un membre important de la maison de Schauenbourg et un personnage influent de la région située au nord de l'Elbe. Il règne sur Schleswig conjointement avec son frère ainé Henri II de Fer de 1375 à 1384, puis seul. En 1386, il abdique le titre de duc de Schleswig en faveur du fils ainé d'Henri II Gérard VI de Holstein-Rendsbourg, qui se voit confirmer comme Gérard II, duc de Schleswig par le roi Olaf III de Danemark

## Union et postérité
Nicolas épouse en 1354,  Elisabeth, la fille du duc Guillaume II de Brunswick et Lunebourg, Prince de Lunebourg qui est veuve de Othon de Saxe-Wittenberg, un fils de Rodolphe Ier de Saxe. Ils ont une fille unique:  Elisabeth (né en 1360 morte le 25 janvier 1416 à Cammin) 
En 1362, Nicolas fiance sa fille âgé de deux ans au prince Haakon, plus tard roi Haakon VI de Norvège toutefois l'engagement est rompu pour des raisons politique et en 1363 Haakon épouse la reine Marguerite Ire de Danemark et Elisabeth épouse ensuite : 
- Albert IV de Mecklembourg (1363-1388) ;
- en 1404, le duc Éric V de Saxe-Lauenbourg (c. 1374 – 1435).

Elisabeth ne laisse pas de descendance de ses deux unions.

## Succession
Nicolas meurt en 1397 et il est inhumé à Itzehoe. Son neveu Gerard VI assume la régence pour sa fille mineure Elisabeth. Après la mort de Nicolas ses neveux et corégents Albert II et son ainé Gérard VI constituent le Holstein-Segeberg comme fief pour le cadet Albert de Holstein-Rendsburg et Gérard VI continue à régner comme seul comte sur le  Holstein-Rendsburg.